# Distretto di Nantun
Il distretto di Nantun (南屯區S, Nántún QūP) è un distretto della municipalità di Taichung, situata a Taiwan.